# Папалукас (казарми)
Артилерийският лагер „Папалукас“ (на гръцки: Στρατόπεδο Πυροβολικού «Παπαλουκά») е бивша казарма в град Сяр, Гърция.
Разположена е в югоизточната част на града, между улиците „Пруса“ и „Самотраки“, близо до река Серовица (Агии Анаргири).
В 2012 година единадесет сгради от бившия военен лагер, построени в османско време, заедно с две сгради, построени от гръцката администрация, са обявени за защитен паметник на културата като важен пример за военни съоръжения и общото им историческо значение.